# Security Device Manager
SDM es la abreviatura de Security Device Manager. Una herramienta de mantenimiento basada en una interfaz web desarrollada por Cisco. No es simplemente una interfaz web. Es una herramienta java accesible a través del navegador mediante la cual vamos a poder reemplazar el CLI (línea de comandos) de cisco por una interfaz gráfica mediante HTTP más amigable y sencilla.
Esta herramienta soporta un amplio número de enrutadores Cisco IOS. En la actualidad se entrega preinstalado en la mayoría de los enrutadores nuevos de Cisco, y se puede ejecutar desde el dispositivo (Router o Switch) o desde el PC. 
Para acceder a la herramienta hay 2 formas:
- Si está instalado en el ordenador, seleccione el icono de SDM. Se abrirá una ventana de diálogo requiriendo el ingreso de la dirección IP del dispositivo. Ingrese la IP del dispositivo e inmediatamente se abrirá una ventana del navegador para comenzar el proceso de carga.
- Si desea acceder desde el router directamente, abra una ventana del navegador de Internet y escriba en la barra de direcciones la dirección IP del dispositivo al que desea acceder.

En principio ofrece una pantalla inicial para monitorear el estado del dispositivo.
Respecto de las opciones de configuración que ofrece, son extremadamente amplias y van desde la configuración básica del dispositivo, firewall, o servicios como DHCP, NAT, VPNs, etc.